# 유트족 (아메리카)

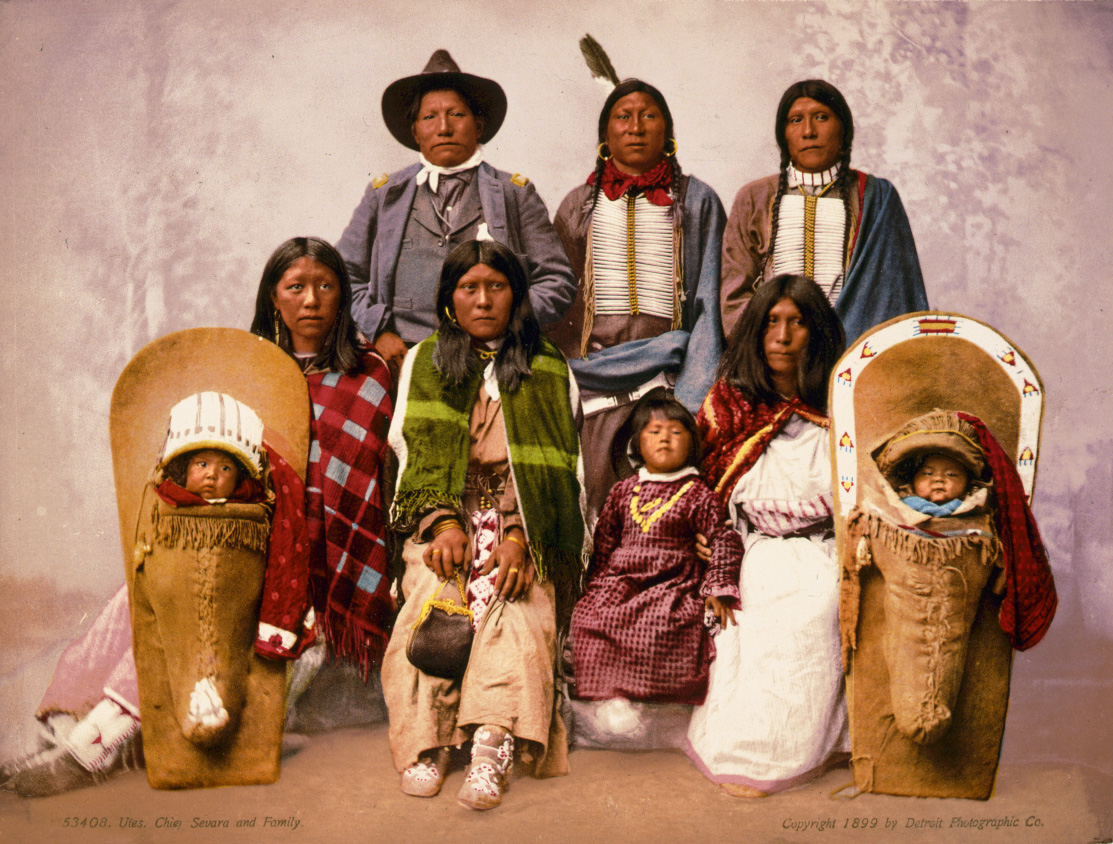

유트족(Ute)은 미국 유타주, 콜로라도주 서부, 뉴멕시코주 북부에 거주하는 아메리카 원주민족이다. 북미 대분지 및 콜로라도 고원의 원주민 집단의 하나로, 역사적인 거주 지역은 오늘날의 와이오밍주, 네바다주, 애리조나주에도 걸쳐 있었다. 이들은 유트아즈텍어족에 속한 콜로라도강 누미어의 유트 방언을 모어로 사용하였다.

## 역사
역사적으로 유트족은 축제나 무역을 위해 모이는 약 12개의 유목민 부족 단위로 이루어져 있었으며, 푸에블로족을 포함한 이웃 부족들과 교역했다. 유트족은 서기 1500년쯤에는 포 코너스(Four Corners) 지역에 정착했다.
이들이 처음 접촉한 유럽인은 18세기 스페인인들이지만, 17세기 후반에 이미 이웃 부족들로부터 말(馬)을 얻고 있었다. 이들이 스페인인들과 직접 접촉하는 경우는 드물었지만 지역의 무역활동에는 참여했다.
유럽계 미국인과의 지속적인 접촉은 1847년 모르몬교도들이 미국 서부에 정착하고 1850년대에 골드 러시가 일어나면서 본격화되었다. 유트족은 고향을 지키기 위해 침략에 맞서싸웠으나, 모르몬교 지도자 브리검 영의 설득에 따라 1864년 에이브러햄 링컨 대통령은 유타주에 있는 유트족을 인디언 보호구역으로 강제이주시켰다. 콜로라도주의 유트족은 1881년에 보호구역으로 강제이주되었다.
오늘날 미 연방정부는 3개의 유트족 부족정부를 공인하고 있다. 각각 Southern Ute Indian Tribe of the Southern Ute Reservation(콜로라도), Ute Indian Tribe of the Uintah and Ouray Reservation(유타), Ute Mountain Ute Tribe(콜로라도)이다. 다 합쳐 약 5천에서 1만 명의 부족 인구가 살고 있다.

## 같이 보기
- 오토 미어스
- 유트어